# Andrea Scotti
Andrea Scotti (né à Naples le 27 août 1931) est un acteur italien.

## Biographie
Né à Naples, Andrea Scotti a fréquenté le Centro sperimentale di cinematografia à Rome, obtenant son diplôme en 1956. Au cours de sa carrière, il est principalement actif dans les films de genre, en particulier peplum, Spaghetti Western et les films policiers. Il utilisait parfois le pseudonyme américanisé Andrew Scott.

## Filmographie partielle
- 1960 : Les Amours d'Hercule (Gli amori di Ercole) de Carlo Ludovico Bragaglia
- 1960 : La Mort d'un ami (Morte di un amico) de Franco Rossi
- 1960 : Le Monstre au masque (Seddok, l'erede di Satana) de Anton Giulio Majano
- 1960 : La Reine des barbares (La regina dei Tartari) de Sergio Grieco
- 1961 : Don Camillo Monseigneur (Don Camillo monsignore… ma non troppo) de Carmine Gallone
- 1963 : La Griffe du coyote (Il segno del coyote) de Mario Caiano
- 1963 : Héros de Babylone (L'eroe di Babilonia) de Siro Marcellini
- 1964 : Hercule contre les tyrans de Babylone (Ercole contro i tiranni di Babilonia) de Domenico Paolella
- 1964 : Le Fils de Tarass Boulba de Henry Zaphiratos
- 1964 : Samson et le trésor des Incas (Sansone e il tesoro degli Incas) de Piero Pierotti
- 1965 : Buffalo Bill, le héros du Far-West ou L'Attaque de fort Adams de Mario Costa
- 1965 : L'uomo di Toledo (La muerte se llama Myriam) de Eugenio Martín
- 1965 : Le Farfelu du régiment (Come inguaiammo l'esercito) de Lucio Fulci
- 1966 : La Jungle des tueurs (L'affare Beckett) de Osvaldo Civirani
- 1966 : Johnny Colt (Starblack) de Giovanni Grimaldi
- 1966 : L'agent Gordon se déchaîne (Password : Uccidete agente Gordon) de Therence Hathaway
- 1967 : Le Jour de la haine (Per 100.000 dollari t'ammazzo) de Giovanni Fago (crédité comme Sidney Lean)
- 1967 : Il lungo, il corto, il gatto de Lucio Fulci
- 1968 : El Che Guevara de Paolo Heusch
- 1968 : Clayton l'Implacable (Lo voglio morto) de Paolo Bianchini
- 1968 : Zorro le renard (El Zorro ou Zorro, la volpe) de Guido Zurli
- 1970 : Shango, la pistola infallibile, d’Edoardo Mulargia : Salvador
- 1971 : Journée noire pour un bélier (Giornata nera per l'ariete) de Luigi Bazzoni
- 1971 : La Vengeance de Dieu (Il venditore di morte)  de Vincent Thomas
- 1972 : L'Empire du crime ou Passeport pour deux tueurs (La mala ordina) de Fernando Di Leo
- 1972 : La Peur au ventre (Rivelazioni di un maniaco sessuale al capo della squadra mobile) de Roberto Bianchi Montero
- 1973 : Le Boss de Fernando Di Leo
- 1974 : L'Assassin a réservé 9 fauteuils (L'assassino ha riservato nove poltrone) de Giuseppe Bennati
- 1974 : Pénitencier de femmes perverses (Prigione di donne) de Brunello Rondi
- 1974 : Dossier rose de la prostitution (Prostituzione) de Rino Di Silvestro
- 1975 : Tireur d'élite ou La Main gauche de la loi (La polizia interviene: ordine di uccidere!) de Giuseppe Rosati
- 1975 : ...a tutte le auto della polizia... de Mario Caiano